# Auchincruive
Auchincruive ist eine Streusiedlung in der schottischen Council Area South Ayrshire. Sie liegt im Norden der Region rund fünf Kilometer nordöstlich des Zentrums von Ayr. Die nächstgelegenen Ortschaften sind St Quivox im Nordwesten und Mossblown im Nordosten. Im Südosten tangiert der Lauf des River Ayr Auchincruive.

## Geschichte
Im Jahre 1374 gingen die Ländereien von Auchincruive vom Clan Wallace in den Besitz der Cathcarts über. Ein Tower House unbekannten Baujahrs wurde an diesem Ort erstmals 1532 erwähnt. James Murray, der Auchincruive 1758 erworben hatte, veräußerte das Anwesen weiter an den Kaufmann Richard Oswald. Dieser beauftragte Robert Adam mit der Planung des Herrenhauses Oswald Hall, das wahrscheinlich am Ort des Tower Houses entstand. Es wurde 1767 fertiggestellt. Die Ortschaft entwickelte sich mit den herrschaftlichen Ländereien und dem Kohlebergbau. Seit 1927 befindet sich Oswald Hall im Besitz des Scottish Agricultural College beziehungsweise dessen Vorgängerorganisationen. In den 1950er Jahren wurden in der Umgebung noch fünf Kohlebergwerke betrieben.

## Verkehr
Auchincruive ist direkt an der B743 gelegen. Im Südwesten bindet sie die Ortschaft an die A77 (Glasgow–Stranraer) sowie die A719 an. Im Süden führt eine Nebenstraße zur A70. Einst besaß Auchincruive einen eigenen Bahnhof an der Bahnstrecke Ayr–Mauchline. Dieser wurde jedoch 1951 aufgelassen. Der internationale Flughafen Glasgow-Prestwick befindet sich drei Kilometer nordwestlich.